# Prix Silver Slugger (arrêt-court)
Pour les articles homonymes, voir Prix Silver Slugger.
Le Prix Silver Slugger ou Bâton d'argent (en anglais : Silver Slugger Award) est un prix remis annuellement aux joueurs des Ligues majeures de baseball pour leurs performances en offensive. Neuf joueurs de la Ligue américaine et neuf joueurs de la Ligue nationale reçoivent cet honneur, attribué au meilleur joueur à chaque position sur le terrain. Le prix est distribué par Louisville Slugger, une entreprise qui fabrique les battes de baseball.

## Ligue américaine
| Année | Joueur            | Équipe                  |
| ----- | ----------------- | ----------------------- |
| 1980  | Robin Yount       | Brewers de Milwaukee    |
| 1981  | Rick Burleson     | Angels de la Californie |
| 1982  | Robin Yount       | Brewers de Milwaukee    |
| 1983  | Cal Ripken, Jr.   | Orioles de Baltimore    |
| 1984  | Cal Ripken, Jr.   | Orioles de Baltimore    |
| 1985  | Cal Ripken, Jr.   | Orioles de Baltimore    |
| 1986  | Cal Ripken, Jr.   | Orioles de Baltimore    |
| 1987  | Alan Trammell     | Tigers de Detroit       |
| 1988  | Alan Trammell     | Tigers de Detroit       |
| 1989  | Cal Ripken, Jr.   | Orioles de Baltimore    |
| 1990  | Alan Trammell     | Tigers de Detroit       |
| 1991  | Cal Ripken, Jr.   | Orioles de Baltimore    |
| 1992  | Travis Fryman     | Tigers de Detroit       |
| 1993  | Cal Ripken, Jr.   | Orioles de Baltimore    |
| 1994  | Cal Ripken, Jr.   | Orioles de Baltimore    |
| 1995  | John Valentin     | Red Sox de Boston       |
| 1996  | Alex Rodriguez    | Mariners de Seattle     |
| 1997  | Nomar Garciaparra | Red Sox de Boston       |
| 1998  | Alex Rodriguez    | Mariners de Seattle     |
| 1999  | Alex Rodriguez    | Mariners de Seattle     |
| 2000  | Alex Rodriguez    | Mariners de Seattle     |
| 2001  | Alex Rodriguez    | Rangers du Texas        |
| 2002  | Alex Rodriguez    | Rangers du Texas        |
| 2003  | Alex Rodriguez    | Rangers du Texas        |
| 2004  | Miguel Tejada     | Orioles de Baltimore    |
| 2005  | Miguel Tejada     | Orioles de Baltimore    |
| 2006  | Derek Jeter       | Yankees de New York     |
| 2007  | Derek Jeter       | Yankees de New York     |
| 2008  | Derek Jeter       | Yankees de New York     |
| 2009  | Derek Jeter       | Yankees de New York     |
| 2010  | Alexei Ramírez    | White Sox de Chicago    |
| 2011  | Asdrúbal Cabrera  | Indians de Cleveland    |
| 2012  | Derek Jeter       | Yankees de New York     |
| 2013  | J. J. Hardy       | Orioles de Baltimore    |
| 2014  | Alexei Ramírez    | White Sox de Chicago    |
| 2015  | Xander Bogaerts   | Red Sox de Boston       |
| 2016  | Xander Bogaerts   | Red Sox de Boston       |
| 2017  | Francisco Lindor  | Indians de Cleveland    |

## Ligue nationale
| Année | Joueur           | Équipe                   |
| ----- | ---------------- | ------------------------ |
| 1980  | Garry Templeton  | Cardinals de Saint-Louis |
| 1981  | Dave Concepción  | Reds de Cincinnati       |
| 1982  | Dave Concepción  | Reds de Cincinnati       |
| 1983  | Dickie Thon      | Astros de Houston        |
| 1984  | Garry Templeton  | Padres de San Diego      |
| 1985  | Hubie Brooks     | Expos de Montréal        |
| 1986  | Hubie Brooks     | Expos de Montréal        |
| 1987  | Ozzie Smith      | Cardinals de Saint-Louis |
| 1988  | Barry Larkin     | Reds de Cincinnati       |
| 1989  | Barry Larkin     | Reds de Cincinnati       |
| 1990  | Barry Larkin     | Reds de Cincinnati       |
| 1991  | Barry Larkin     | Reds de Cincinnati       |
| 1992  | Barry Larkin     | Reds de Cincinnati       |
| 1993  | Jay Bell         | Pirates de Pittsburgh    |
| 1994  | Wil Cordero      | Expos de Montréal        |
| 1995  | Barry Larkin     | Reds de Cincinnati       |
| 1996  | Barry Larkin     | Reds de Cincinnati       |
| 1997  | Jeff Blauser     | Braves d'Atlanta         |
| 1998  | Barry Larkin     | Reds de Cincinnati       |
| 1999  | Barry Larkin     | Reds de Cincinnati       |
| 2000  | Edgar Rentería   | Cardinals de Saint-Louis |
| 2001  | Rich Aurilia     | Giants de San Francisco  |
| 2002  | Edgar Rentería   | Cardinals de Saint-Louis |
| 2003  | Edgar Rentería   | Cardinals de Saint-Louis |
| 2004  | Jack Wilson      | Pirates de Pittsburgh    |
| 2005  | Felipe López     | Reds de Cincinnati       |
| 2006  | José Reyes       | Mets de New York         |
| 2007  | Jimmy Rollins    | Phillies de Philadelphie |
| 2008  | Hanley Ramírez   | Marlins de la Floride    |
| 2009  | Hanley Ramírez   | Marlins de la Floride    |
| 2010  | Troy Tulowitzki  | Rockies du Colorado      |
| 2011  | Troy Tulowitzki  | Rockies du Colorado      |
| 2012  | Ian Desmond      | Nationals de Washington  |
| 2013  | Ian Desmond      | Nationals de Washington  |
| 2014  | Ian Desmond      | Nationals de Washington  |
| 2015  | Brandon Crawford | Giants de San Francisco  |
| 2016  | Corey Seager     | Dodgers de Los Angeles   |
| 2017  | Corey Seager     | Dodgers de Los Angeles   |